# Roziers-Saint-Georges
Pour les articles homonymes, voir Saint-Georges, Saint Georges et Georges.
Roziers-Saint-Georges (Rosiers en occitan limousin) est une commune française rurale située dans le département de la Haute-Vienne, en région Nouvelle-Aquitaine.

## Géographie

### Situation

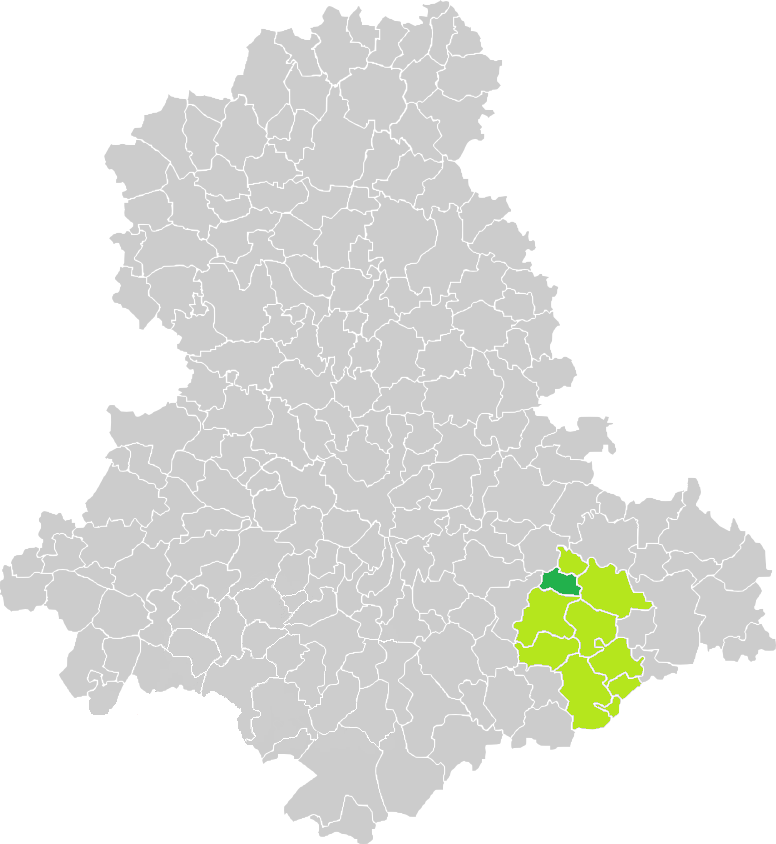
Situation de la commune de Roziers-Saint-Georges en Haute-Vienne.

La commune de Roziers-Saint-Georges est située au nord-ouest du Massif central, sur les contreforts occidentaux du plateau de Millevaches. Elle se trouve dans le Sud-Est de la Haute-Vienne. Elle est à 25 km à l’est de Limoges, 50 km au sud-sud-ouest de Guéret, 55 km au nord-nord-ouest de Tulle, 65 km au nord de Brive-la-Gaillarde et environ 9 km au nord-ouest du centre géographique de la région Limousin (situé dans la commune de Châteauneuf-la-Forêt).
La commune fait partie du canton de Châteauneuf-la-Forêt, depuis 1801, et en 2015 elle intégrera le nouveau canton d'Eymoutiers. Elle fait partie de la communauté de communes Briance-Combade, depuis sa création le 11 décembre 2002, et du Pays des Monts et Barrages, depuis sa création en 1979. Elle fait aussi partie de l’aire urbaine de Limoges, depuis au moins 1999, elle en est l'une des communes limitrophes le plus à l’est avec Masléon et, depuis 2009, Linards, les seules autres communes du canton de Châteauneuf-la-Forêt à en faire partie.
La commune de Roziers-Saint-Georges a une superficie de 11,66 km2 et avait 176 habitants en 2018.

### Communes limitrophes
| Saint-Denis-des-Murs | Masléon               |               |
| Saint-Bonnet-Briance | Roziers-Saint-Georges | Neuvic-Entier |
|                      | Linards               |               |

### Géologie et relief
Cette notice est issue de l'étude de la carte géologique disponible sur le site www.geoportail.gouv.fr et de la notice de la carte no 689 - Saint-Léonard-de-Noblat dont fait partie la commune.
Le sol de la commune se compose de roches datant de la création du Massif central, dans les deux dernières périodes du Paléozoïque (ou ère primaire) le Carbonifère et le Permien, soit il y a de 358 à 253 millions d'années. Cette période est celle de la collision des continents qui vont former le super-continent Pangée. Seules certaines petites zones de la vallée de la Combade se compose d'alluvions récents.
La partie principale de la commune a un sol composé de roches métamorphiques (ayant subi des variations de texture et minérale du fait de la pression et de la température). Il s’agit principalement de gneiss, une roche contenant du quartz, du mica, des feldspaths, le tout suffisamment gros pour être identifié à l'œil nu et dans une structure en feuilles successives. Il s'agit de deux variétés de gneiss : le gneiss schisteux et, dans de petites zones du gneiss ocellaire massif. Une petite zone au sud-ouest comporte de l'anatexie, un autre roche métamorphique issue elle de la fusion partielle des roches dans la croûte terrestre. Diverses autres petites zones autour du bourg et dans l'Ouest de la commune contiennent de l'amphibolite, une autre roche métamorphique.
Le reste de la commune se compose de roches plutoniques (formées en plusieurs milliers d’années par un très lent processus de refroidissement du magma en profondeur). Il s’agit notamment, sur la commune, de diorite, une roche très dure (la plus dure après le diamant), dans sa variante dite quartzique (car composée de 11 % de quartz). Elle se retrouve dans une zone du Nord de la commune à cheval, sur environ 3 km2 en 3 parties presque égales, sur les communes de Roziers-Saint-Georges, Masléon et Saint-Denis-des-Murs. On trouve aussi dans la commune du granite, une autre roche plutonique, dans plusieurs petites zones de quelques hectares situées à l'ouest de la commune. Plusieurs d'entre elles sont incluses dans la zone de diorite.
Le relief de Roziers-Saint-Georges se compose principalement de pentes orientées vers la Combade qui sert de limite avec Neuvic-Entier, puis traverse la commune, au nord-est, avant de servir de limite avec Masléon au nord-ouest. Le point où elle reçoit le ruisseau de la Planche Suge et quitte la commune est le point le plus bas de celle-ci (à environ 285 m. Le Sud de la commune est la partie finale d'un vaste plateau qui s'étend sur plusieurs communes. Son point le plus haut, dans la commune, est à 456 m et est le point culminant de la commune.

### Hydrographie
Les données sur les débits sont issues de la banque Hydro, qui regroupe les données de 3500 stations de mesures (dont 2400 en service) sur toute la France, dont celles sur la Combade à Masléon, au point de confluence avec la Vienne (en fonction de 1967 à 2002), et Roziers-Saint-Georges au pont de Soumagnas (en fonction depuis 2001).
La Combade marque d'abord la limite de la commune avec celle de Neuvic-Entier. Elle traverse une partie de Roziers-Saint-Georges au nord-est, avant de marquer, dans sa partie ouest, la limite avec la commune de Masléon. Sur les 9 km de ce parcours sa pente moyenne est d'environ 0,34 %. Son nom vient de l’occitan comba (vallée étroite). C'est le premier affluent important de la Vienne. La Combade mesure 40,8 km de long. Son bassin versant couvre 188 km2. La Combade a un débit moyen de 3,7 m3/s à Masléon et 3,51 m3/s au pont de Soumagnas. La Combade a connu, depuis 1967, un débit maximum instantané de 41,5 m3/s (janvier 1982) et un minimum de 0,304 m3/s (septembre 1979). En 2011, la Combade connue sa pire année depuis 1967. Les débits moyens de six de ses douze mois (de mars à juillet et octobre) furent les plus faibles moyennes jamais calculées pour ces mêmes mois.
| Situation de la station | Janvier | Février | Mars | Avril | Mai  | Juin | Juillet | Août | Sept. | Oct. | Nov. | Déc. | Année |
| ----------------------- | ------- | ------- | ---- | ----- | ---- | ---- | ------- | ---- | ----- | ---- | ---- | ---- | ----- |
| Masléon                 | 5,75    | 6,33    | 5,25 | 5,07  | 4,13 | 2,94 | 1,86    | 1,44 | 1,65  | 2,25 | 3,29 | 4,64 | 3,7   |
| Roziers-St-Georges      | 5,51    | 6       | 5,02 | 4,84  | 3,95 | 2,86 | 1,78    | 1,38 | 1,5   | 1,99 | 3,05 | 4,4  | 3,51  |

La Combade est classée, pour la pêche, en cours d'eau de première catégorie. Cela indique que le peuplement piscicole dominant est constitué de salmonidés, notamment, pour ces deux rivières, la truite fario et l'ombre. Ces rivières sont aussi riches en goujon, des cyprinidés. La classification en première catégorie indique aussi que la pêche à l'asticot y est interdite.
La commune de Roziers-Saint-Georges est traversée par divers petits ruisseaux. Les principaux, dont les sources sont tous hors de la commune, sont le ruisseau de l'Essart (3,5 km) à l'est, le ruisseau de Begogne ((3,5 km)), au centre, et le ruisseau de la Planche Suge (5 km) à l'ouest où il marque, dans sa partie finale et principale, la limite avec la commune de Saint-Denis-des-Murs.

### Paysage
Les Atlas des paysages, qui sont réalisés dans toute la France, permettent de recenser et de qualifier les paysages de chaque région. Ils divisent les zones concernées en unités paysagères ayant chacune des caractéristiques propres. Ces mêmes unités paysagères sont parfois subdivisées deux parties connaissant quelques variantes.
L'Atlas des paysages du Limousin situe Roziers-Saint-Georges dans l'unité paysagère dite des Collines limousines de Vienne-Briance. La topographie de cette unité paysagère se compose de larges plateaux coupés de vallées profondes et étroites (celles de la Combade pour la commune), Les toits des bâtiments sont traditionnellement de tuiles romaines à section semi-circulaire, utilisée sur des toitures à faible pente. L'ardoise recouvre cependant aujourd'hui de nombreux bâtiments de la commune. Dans cette moitié nord-est de cette unité paysagère, l'arbre marque le paysage, dans les bois et forêts, qui sont nombreux ainsi que dans les haies qui, comme dans tous les paysages de bocages, sont nombreuses.

### Climat
Pour des articles plus généraux, voir Climat de la Nouvelle-Aquitaine et Climat de la Haute-Vienne.
Historiquement, la commune est exposée à un climat océanique limousin.  
En 2020, Météo-France publie une typologie des climats de la France métropolitaine dans laquelle la commune est dans une zone de transition entre le climat océanique altéré et le climat de montagne et est dans la région climatique  Ouest et nord-ouest du Massif Central, caractérisée par une pluviométrie annuelle de 900 à 1 500 mm, maximale en automne et en hiver.
Pour la période 1971-2000, la température annuelle moyenne est de 11,5 °C, avec une amplitude thermique annuelle de 15,1 °C. Le cumul annuel moyen de précipitations est de 1 151 mm, avec 13,1 jours de précipitations en janvier et 8,1 jours en juillet. Pour la période 1991-2020, la température moyenne annuelle observée sur la station météorologique la plus proche, située sur la commune d'Eymoutiers à 15 km à vol d'oiseau, est de 11,4 °C et le cumul annuel moyen de précipitations est de 1 170,3 mm,. Pour l'avenir, les paramètres climatiques de la commune estimés pour 2050 selon différents scénarios d’émission de gaz à effet de serre sont consultables sur un site dédié publié par Météo-France en novembre 2022.

### Voies de communication et transports

#### Voies routières
La commune est traversée par deux départementales :
- la D 39 : qui relie, dans cette partie du département, Saint-Léonard-de-Noblat à la Corrèze, vie Saint-Denis-des-Murs et, après Roziers, Châteauneuf-la-Forêt, Sussac et Surdoux à la limite entre la Haute-Vienne et la Corrèze.
- la D 211 : qui relie Masléon à Linards.

La commune accueille aussi la partie finale de la D 12 a1 qui relie son bourg à Linards et la D 12. La commune est traversée par de nombreuses voies communales permettant le relier tous ces villages.

#### Voie ferroviaire
La commune n'est pas traversée par une voie de chemin de fer. Elle se trouve à 7 km de la gare la plus proche, la gare de Saint-Denis-des-Murs sur la ligne ferroviaire du Palais à Eygurande-Merlines, ligne permettant la jonction de Limoges, Saint-Léonard-de-Noblat, Eymoutiers (en Haute-Vienne), Meymac, Ussel (en Corrèze) et, via Eygurande-Merlines, Clermont-Ferrand ou Montluçon.

#### Transports aériens
L’aéroport le plus proche est celui de Limoges-Bellegarde, à 32 km à vol d'oiseau à l'ouest - nord-ouest.

### Risques naturels et technologiques
La majeure partie des données reprises ici sont issues de la page Internet « Prévention des risques, mines et carrières » de la direction régionale de l'environnement, de l'aménagement et du logement du Limousin et du dossier départemental des risques majeurs (DDRM) consultable sur le site de la préfecture de la Haute-Vienne. Ne sont traités ici que les risques pouvant toucher les habitations dans la commune.
La commune est peu concernée par les risques naturels. Le risque « Inondation » reste limité à des zones étroites et généralement inhabitées sur la Combade. Le risque « Mouvement de terrain » reste limitée sur les berges de Combade et à quelques zones à risques d'aléas produisant des lézardes sur les murs des bâtiments, qui ne concerne que les villages de Soumagnas et de Charbonniaud. Ces zones sont classées en type de risque « faible ». Le risque « événements climatiques », est limité, du fait du relief de la commune qui protège la majeure partie de la commune des vents venant principalement de l'ouest. La commune est cependant exposée aux tempêtes, comme celle de 1982 ou la tempête Martin de décembre 1999, deux tempêtes qui ont conduit à la prise d'arrêtés de catastrophes naturelles pour Roziers-Saint-Georges. Pour le risque « séisme » la commune a été classée dans le zonage sismique de la France comme une commune à risque « faible », comme toutes les communes limitrophes, sauf Neuvic-Entier qui elle est classée en risque « très faible ».
La commune est aussi peu exposée aux risques technologiques. Ils se limitent au risque « industriel » via une pollution accidentelle de la Combade par des entreprises en amont.

## Urbanisme

### Typologie
Au 1er janvier 2024, Roziers-Saint-Georges est catégorisée commune rurale à habitat très dispersé, selon la nouvelle grille communale de densité à sept niveaux définie par l'Insee en 2022.
Elle est située hors unité urbaine. Par ailleurs la commune fait partie de l'aire d'attraction de Limoges, dont elle est une commune de la couronne,. Cette aire, qui regroupe 127 communes, est catégorisée dans les aires de 200 000 à moins de 700 000 habitants,.

### Occupation des sols
L'occupation des sols de la commune, telle qu'elle ressort de la base de données européenne d’occupation biophysique des sols Corine Land Cover (CLC), est marquée par l'importance des territoires agricoles (66,3 % en 2018), une proportion sensiblement équivalente à celle de 1990 (66,1 %). La répartition détaillée en 2018 est la suivante : 
prairies (58,3 %), forêts (33,7 %), zones agricoles hétérogènes (8 %). L'évolution de l’occupation des sols de la commune et de ses infrastructures peut être observée sur les différentes représentations cartographiques du territoire : la carte de Cassini (XVIIIe siècle), la carte d'état-major (1820-1866) et les cartes ou photos aériennes de l'IGN pour la période actuelle (1950 à aujourd'hui).

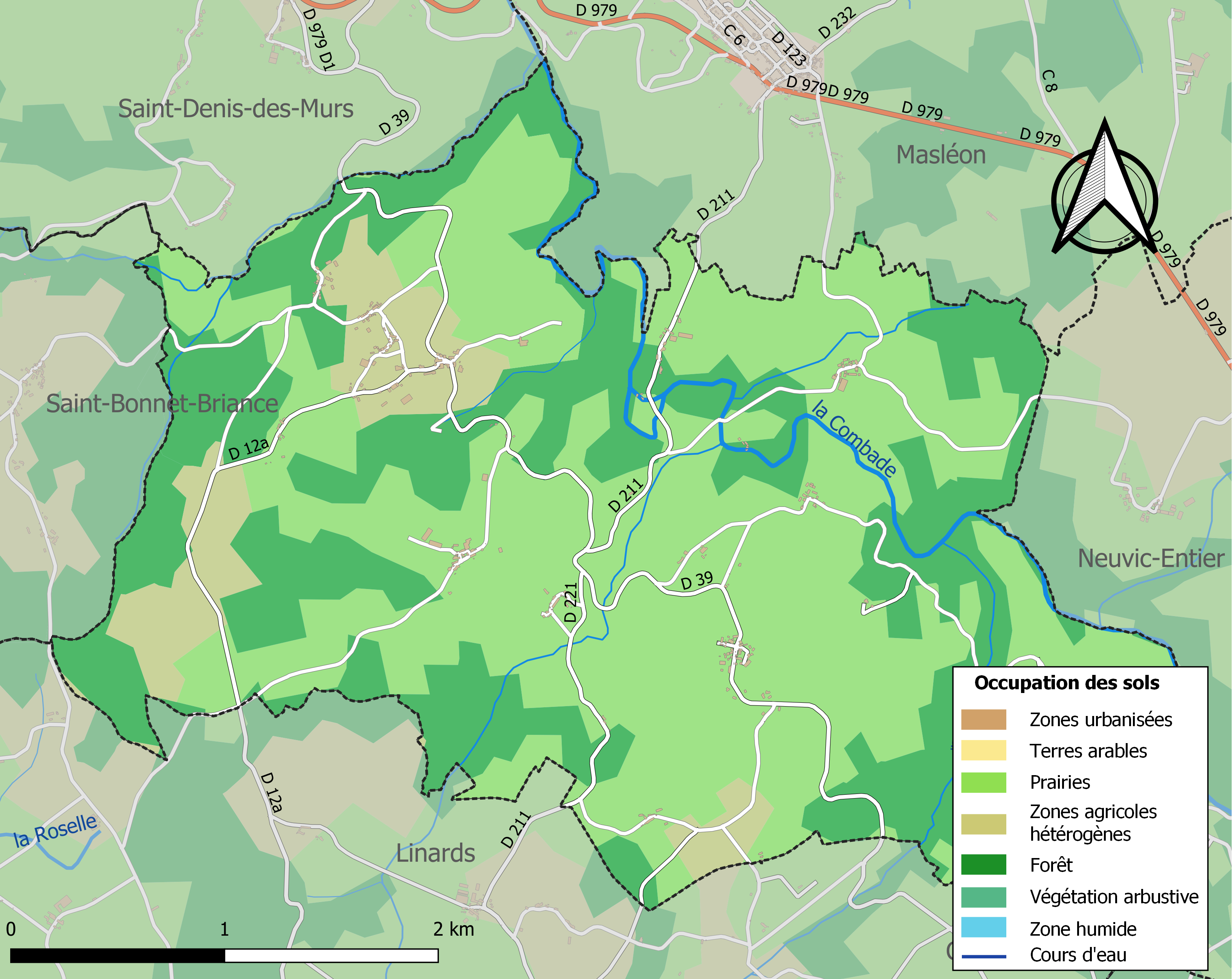
Carte des infrastructures et de l'occupation des sols de la commune en 2018 (CLC).

## Toponymie
Le nom provient du latin rosa (la rose, le rosier), puis rozier en occitan. Le mot est attesté en 1140.
Durant la Révolution, la commune porte le nom de Rozier-Combade.
En occitan, le nom de la commune est Rosiérs.

## Histoire

### De la Préhistoire à l'an mil
Le territoire de Roziers-Saint-Georges a été habité dès la Préhistoire. Les Celtes sont arrivés en Limousin, vers le Ve siècle av. J.-C., ils deviennent, en France, les Gaulois. Le peuple gaulois qui occupe en grande partie le territoire du Limousin est le peuple Lémovice. En 52 av. J.-C., Jules César fait la conquête de la Gaule. En 27 av. J.-C., l’empereur Auguste divise la Gaule en quatre provinces. Roziers-Saint-Georges fait partie de la province d’Aquitaine (en gros la zone allant des Pyrénées à la Loire). Au IIIe siècle apr. J.-C., le territoire de Roziers-Saint-Georges fait partie de la province d’Aquitaine Première (en gros le Massif central) et, dans le même siècle, la paroisse de Roziers-Saint-Georges, qui comprend alors les territoires des communes de Roziers-Saint-Georges et de Masléon, intègre le diocèse catholique de Limoges qui est érigé par saint Martial, évangélisateur du Limousin.
En 475, la province passe sous le contrôle des Wisigoths. En 507, Clovis bat les Wisigoths à la bataille de Vouillé. Roziers-Saint-Georges passe sous son contrôle. À sa mort, en 511, son royaume est divisé entre ses fils. C’est Thierry, roi d’Austrasie qui reçut le futur Limousin. En 769, l’Aquitaine est confisquée par Pépin le Bref qui la fait passer sous sa tutelle. Son fils, Charlemagne, nomme en 778, un premier duc d'Aquitaine. En 854, Ramnulf Ier, fils du comte d’Auvergne, devient duc d’Aquitaine. Cette nouvelle dynastie restera à la tête de l’Aquitaine, et donc de Roziers-Saint-Georges, sauf pendant la période de 932 à 936, où Raymond III comte de Toulouse fut nommé à ce titre par Raoul de Bourgogne, roi des Francs. Guillaume IV, duc d'Aquitaine, émancipe finalement son duché de la tutelle des rois de France (982), titre que porte à l'époque son beau-frère Hugues Capet. Au milieu du XIe siècle, la paroisse de Roziers est rattachée à l’archiprêtré de Saint-Paul, une des nouvelles divisions administratives du diocèse de Limoges, qui viennent d’être créées.

### De l'an mil à la fin du Moyen Âge (1000-1492)
De 1137 à 1204, le duché d’Aquitaine, dont dépend toujours la paroisse de Roziers, est dirigé par Aliénor d'Aquitaine, descendante directe de Guillaume IV. Elle épouse d'abord Louis VII, roi de France, puis, l'année de l'annulation de ce mariage (1152), Henri Plantagenêt, futur roi Henri II d'Angleterre. La paroisse de Roziers passe alors sous domination anglaise. Quand Richard Cœur de Lion, le fils aîné d'Henri II, meurt, en 1199 à Châlus, son frère, Jean sans Terre devient roi d'Angleterre. Tous les vassaux de Richard n'étaient pas prêts à le reconnaître comme roi. Plusieurs regardaient son jeune neveu, Arthur Ier de Bretagne, fils de Geoffroy II de Bretagne (né en 1158, huit ans avant Jean) comme l'héritier légitime, ce qu’il était donc. Arthur revendique le trône avec le soutien du roi de France Philippe-Auguste, mais, après le traité du Goulet en mai 1200, Philippe reconnait Jean comme roi d'Angleterre et celui-ci reconnait la suzeraineté du roi de France sur ses possessions continentales.
En 1202, Jean sans Terre fut convoqué à la cour de France afin de répondre des accusations portées contre lui par divers nobles poitevins, qui sont ses vassaux. Il ne se déplace pas. Conformément à la loi féodale, le roi de France confisque les biens continentaux de Jean. La paroisse de Roziers repasse officiellement sous la tutelle du roi de France. Il faut cependant attendre 1214, la défaite de Jean sans Terre, et des princes et seigneurs français coalisés autour de lui, à la bataille de Bouvines, face à Philippe Auguste et une paix défavorable à Jean pour qu’une partie de ces terres reviennent enfin au roi de France.
En 1259, le nouveau roi de France, Louis XI, fils de Philippe-Auguste, décide de restituer au nouveau roi d’Angleterre, Henri III, fils de Jean sans Terre, certains diocèses confisqués en 1202 dont celui de Limoges. Il exclut cependant de cette restitution les terres de divers seigneurs qui avaient obtenu de lui, ou de ses prédécesseurs, l’engagement de ne jamais être placés sous une autre souveraineté que la sienne. Parmi ceux qui ont ainsi ce privilège se trouvent notamment l’évêque de Limoges. La paroisse de Roziers dépend justement directement de l'évêque, jusqu'en 1272. Le 24 juin 1272, l'évêque Aymeric de La Serre donne l'église à l'ensemble des chanoines de l’église cathédrale (le chapitre de la cathédrale Saint-Étienne). La restitution des terres aux Anglais prit du temps, ainsi en 1281, le roi d’Angleterre, Édouard Ier, fils d’Henri III, réclamait encore nombre de domaines qui devaient lui revenir.
Le 12 juin 1289, le roi Philippe IV le Bel décide de créer une bastide (petite ville fortifiée à vocation militaire), sur un site, alors vide de toute habitation au nord de la paroisse de Roziers, l'actuelle partie est du bourg de la commune de Masléon. La paroisse étant, à l'époque, entourée de zones occupées par les Anglais. La zone d'implantation est au centre du petit plateau bordé par la Vienne et la Combade, dont les vallées très encaissées de la Vienne et de la Combade, le rendent difficile à attaquer en passant par elles. La bastide va vite prendre, sur le plan local, une importance considérable. Cette création et les tensions qu'elle va déclencher entre Masléon et Roziers sont indirectement les causes de la division future de la paroisse dans les deux communes actuelles.
Les données ci-dessous sur le bailliage royal de Laron sont issues d'un long article (80 pages) sur le château de Laron, qui eut une grande importance locale, article publié dans le Bulletin de la Société archéologique et historique du Limousin (tome 42 de 1894). Il y est plus particulièrement étudié dans un long chapitre (12 pages) de cet article.
Autour du 29 juin 1289, est créé un bailliage par le même Philippe IV le Bel à Laron. Il est qualifié de bailliage (ou prévôté) royal de Laron, mais aussi de Laron et Masléon. Les consuls de la bastide ont exercé, en plusieurs fois ou tout le long de l’existence du bailliage, les fonctions d'officiers au siège de Laron. Le sceau qu’ils utilisent est le même que celui du bailliage. Le territoire de ce bailliage est mal connu, par manque de documents. Il comprenait les paroisses de Saint-Julien-le-Petit, où se trouve le château du Laron et celle de Roziers. Il comprenait des paroisses proches de Laron comme Saint-Amand-le-Petit, Peyrat-le-Château, Nedde ou Rempnat en Haute-Vienne actuelle ou Auriat, Saint-Junien-la-Bregère ou Saint-Moreil, en Creuse. Il comprenait aussi des paroisses proches de celle Roziers, notamment Saint-Denis-des-Murs, La Geneytouse, Saint-Léonard-de-Noblat, Eyjeaux ou Sauviat. Son territoire s’étendait plus loin à l’ouest avec notamment les paroisses de Saint-Priest-Ligoure, Saint-Hilaire-Bonneval, Saint-Vitte, Saint-Just, Solignac ou au nord avec, dans la Creuse, Bénévent-l’Abbaye (la plus éloignée à 43 km de Roziers-Saint-Georges à vol d’oiseau).
Le bailliage est partagé en deux parties, une partie limousine et celle rattachée au Poitou à la suite des échanges des territoires féodaux antérieurs, seconde partie qui comprend la paroisse de Roziers. Cette partie poitevine composait, avec d’autres paroisses comme celle de Bourganeuf, l’une des enclaves poitevines dans le diocèse de Limoges. Certaines de ces paroisses rejoignirent le Limousin, comme l'a fait Roziers après 1454 (date du dernier document donnant des informations sur le territoire de l’enclave poitevine où son nom est donné). La plupart étaient encore poitevines à la Révolution française, autour de Bourganeuf. L’enclave semble avoir été, comme toutes les autres, dans le ressort fiscal et judiciaire du grand bailliage de Montmorillon (Vienne).
En 1292 une église est construite à Masléon, bien que la paroisse dispose déjà d'une église. Cela vaut aux consuls d’être un temps excommuniés et de devoir payer une forte amende et aux habitants d'être condamnés à verser des offrandes à l'église de Roziers. Les consuls demandent l’autorisation d’avoir leur propre lieu de culte, un cimetière et des fonts baptismaux en indiquant que le trajet vers l'église matrice était dur et dangereux. L’évêque Raynaud de La Porte, leur donne satisfaction le 6 février 1300, à condition qu’ils restent soumis à l’église de Roziers. L’église de Masléon restera succursale de l'église matrice de la paroisse de Roziers jusqu’en 1831. Après un siècle d'existence, l'importance locale de la bastide décline rapidement.
Le 8 mai 1360 est signé le traité de Brétigny qui cède aux Anglais un territoire très important, principalement au sud de la Loire, dont le territoire du Limousin actuelle et donc la paroisse de Roziers. Elle revient sous domination française après la reconquête de la majeure partie du Limousin. En 1481, la vicomté de Limoges, dont fait partie la paroisse de Roziers-Saint-Georges, devient possession de Jean III d’Albert (ou de Navarre), qui hérite du titre de vicomte de Limoges, à la suite de la mort de sa mère, Françoise de Châtillon, vicomtesse de Limoges.

### Du Moyen Âge à la Révolution française (1492-1789)
[Interprétation personnelle ?]
En 1558 la paroisse intègre la généralité de Limoges, lors de sa création. Cette circonscription administrative sera supprimée trois fois dans les années qui suivent, avant d'être rétablie définitivement en 1586. En 1572, Jeanne d’Albret, petite fille de Jean III d’Albert épouse Antoine de Bourbon, dont elle a Henri de Bourbon qui hérite des titres de sa mère et devient le roi Henri III de Navarre. Le 2 août 1589, Henri III rattache définitivement la vicomté de Limoges et donc Masléon, au domaine royal de la France en devenant roi de France sous le nom d’Henri IV.
À la veille de la Révolution, l'actuelle commune de Roziers-Saint-Georges est une partie de la paroisse de Roziers (ou Roziers-Masléon) qui est une paroisse de la province du Limousin, et est limitrophe de celle de la Marche, dont elle est séparée par la Vienne (par sa partie composant l'actuelle commune de Masléon). La paroisse fait aussi partie de la généralité de Limoges, et est limitrophe (pour la même raison) d'une enclave de la généralité de Moulin composée des actuelles communes d'Augne, Bujaleuf et Cheissoux. La paroisse fait partie de l'élection de Limoges (une des subdivisions de la généralité de Limoges). Les généralités composent alors les principales divisions de la France.

### De la Révolution française à la Restauration (1789-1815)
Dès le début de la Révolution française, commence les discussions qui conduiront à un nouveau découpage de la France, découpage qui entre en vigueur le 4 mars 1790. Roziers-Saint-Georges intègre la Haute-Vienne, le district de Saint-Léonard-de-Noblat et le canton de Châteauneuf-la-Forêt. Ce canton comprenait les mêmes communes qu'en 2014, sauf Neuvic-Entier, qui intègre celui d'Eymoutiers. Le canton sera supprimé, comme tous les cantons en France, en 1793. Le district de Saint-Léonard est supprimé comme tous les autres districts, en 1795. Pendant la Révolution, la paroisse de Roziers-Masléon est divisée en deux communes distinctes. Roziers-Saint-Georges dispose sans doute déjà d'une enclave située entre les communes de Masléon, Bujaleuf et Neuvic-Entier, enclave qui comprenant les écarts d'Épied et du Mondouhaut. En 1794, Daniel Lafont du Mazubert, curé de la paroisse de Roziers-Masléon depuis 1764 et prêtre réfractaire, est arrêté et déporté. Il mourut au cours du voyage vers son lieu de détention.
[Interprétation personnelle ?]
En 1800, les deux communes sont réunies, pour des raisons administratives, dans la commune de Roziers-Masléon. Le 17 février 1800 les districts sont remplacés par les arrondissements qui sont moins nombreux que les districts. Roziers-Masléon intègre celui de Limoges (qui ne comprend pas sa partie sud actuelle qui composait l'arrondissement de Saint-Yrieix-la-Perche). En 1801, les départements sont divisés en de nouveaux cantons plus grands que ceux de 1790. Roziers-Masléon intègre le canton de Châteauneuf-la-Forêt, qui s'agrandit de la commune de Neuvic-Entier, et n'a pas changé depuis.

### De la Restauration à aujourd'hui
[Interprétation personnelle ?]
En 1831, les deux communes renaissent et Masléon devient une paroisse à part entière.
En 1832, dans l'optique de la réalisation l'année suivante des premiers plans du cadastre des deux communes, un projet est établi visant notamment à supprimer l'enclave de Roziers-Saint-Georges. Les premiers plans du cadastre, dont les premiers datent du Premier empire, d'où leur surnom de cadastre napoléonien, ont un but principalement fiscal, mais servent aussi à délimiter avec précision les territoires de chaque commune et à supprimer, autant que possible, quelques enclaves encore existantes au niveau des communes, la France était parsemée, avant la Révolution française, d'une multitude d'enclaves à divers niveaux. C'est le cas des enclaves poitevines dans le diocèse de Limoges, dont la paroisse de Roziers fit un temps partie. Il en va de même au niveau des paroisses. La majeure partie de ces enclaves ont été supprimées pendant la Révolution française.
Le projet établi en 1832 prévoyait donc la suppression de l'enclave de Roziers-Saint-Georges (la section A sur la carte ci-contre), autour des écarts d’Épied et du Mondouhaut, par son rattachement à la commune de Masléon. Il prévoyait aussi le rattachement à la même commune d'une seconde section de celle de Rosiers (la section B), la partie du reste de la commune de Roziers au nord de la Combade, autour des villages de Soumagnas et de Lacour (environ 1,58 km2), faisant de la Combade la limite entre les deux communes sur tout son parcours. En voyant le projet initial, la commune de Roziers-Saint-Georges demanda, en compensation de cette double perte, le rattachement à son territoire de la section C, appartenant à la commune de Saint-Bonnet-la-Rivière (aujourd'hui Saint-Bonnet-Briance), autour du village de Combret. C'est sans doute à cause de cette demande, qu'une seule des propositions du projet a été acceptée. L'enclave A est distraite de Roziers-Saint-Georges et est rattachée à Masléon par l'ordonnance du 5 mars 1833.

## Politique et administration
| Période                                  | Période   | Identité             | Étiquette | Qualité |
| ---------------------------------------- | --------- | -------------------- | --------- | ------- |
| mars 1983                                | août 2018 | Jean-Claude Pateloup |           |         |
| octobre 2018                             |           | Joe Wampach          |           |         |
| Les données manquantes sont à compléter. |           |                      |           |         |

En 2015 la commune, comme toutes les communes du canton de Châteauneuf-la-Forêt, va intégrer le nouveau canton d'Eymoutiers qui comprendra aussi les communes des cantons actuels d'Eymoutiers et Saint-Germain-les-Belles, une commune de celui de Nexon, Saint-Priest-Ligoure, et une de celui de Saint-Yrieix-la-Perche, Coussac-Bonneval.

## Démographie
La distraction en 1833 de l'enclave, contenant les villages d'Épied et du Mondouhaut, et son rattachement à la commune de Masléon fait passer la population de la commune de Roziers-Saint-Georges de 726 habitants en 1831 à 668 en 1836. Son maximum de population date de 1891 avec 690 habitants. Elle atteint son minimum 99 ans plus tard, en 1990, avec 147 habitants. Depuis, malgré une baisse en 2010, commence une hausse de sa population.
L'évolution du nombre d'habitants est connue à travers les recensements de la population effectués dans la commune depuis 1793. Pour les communes de moins de 10 000 habitants, une enquête de recensement portant sur toute la population est réalisée tous les cinq ans, les populations de référence des années intermédiaires étant quant à elles estimées par interpolation ou extrapolation. Pour la commune, le premier recensement exhaustif entrant dans le cadre du nouveau dispositif a été réalisé en 2005.

En 2022, la commune comptait 161 habitants, en évolution de −11,05 % par rapport à 2016 (Haute-Vienne : −0,68 %, France hors Mayotte : +2,11 %).
| 1793 | 1800 | 1806 | 1821 | 1831 | 1836 | 1841 | 1846 | 1851 |
| ---- | ---- | ---- | ---- | ---- | ---- | ---- | ---- | ---- |
| 684  | 912  | 905  | 678  | 726  | 668  | 670  | 645  | 654  |

| 1856 | 1861 | 1866 | 1872 | 1876 | 1881 | 1886 | 1891 | 1896 |
| ---- | ---- | ---- | ---- | ---- | ---- | ---- | ---- | ---- |
| 645  | 625  | 624  | 632  | 622  | 633  | 672  | 690  | 688  |

| 1901 | 1906 | 1911 | 1921 | 1926 | 1931 | 1936 | 1946 | 1954 |
| ---- | ---- | ---- | ---- | ---- | ---- | ---- | ---- | ---- |
| 661  | 604  | 528  | 490  | 433  | 409  | 401  | 362  | 313  |

| 1962 | 1968 | 1975 | 1982 | 1990 | 1999 | 2005 | 2006 | 2010 |
| ---- | ---- | ---- | ---- | ---- | ---- | ---- | ---- | ---- |
| 270  | 240  | 200  | 167  | 147  | 153  | 189  | 194  | 187  |

| 2015 | 2020 | 2022 | - | - | - | - | - | - |
| ---- | ---- | ---- | - | - | - | - | - | - |
| 183  | 168  | 161  | - | - | - | - | - | - |

## Économie
La commune compte des élevages de bovins, buffles, d'ovins et de caprins ainsi que de chevaux et autres équidés.
Roziers-Saint-Georges compte également une société de travaux de construction spécialisés et des cultures.

## Culture locale et patrimoine

### Lieux et monuments
L'église paroissiale Saint-Georges qui date du XIIe siècle et qui a été inscrite au titre des monuments historiques en novembre 1973.
À l'intérieur de l'église, se trouvent notamment une statuette en céramique d'une Vierge à l'Enfant, ainsi qu'une sculpture en bois doré de saint Georges du XVIIe siècle, cinq paires de chandeliers (d'autel et de flambeaux), une croix de procession en laiton du XIXe siècle, un christ en croix en métal argenté de la fin du XIXe siècle, une peinture monumentale d'une colombe dans une gloire au-dessus d'un grand bouquet de fleurs et différents vases, jardinières et autres statues.

## Pour approfondir